# 川中村 (和歌山県)
川中村（かわなかむら）は、和歌山県日高郡にあった村。現在の日高川町の南西部、日高川の中流域にあたる。

## 地理
- 山岳：犬ヶ丈山、矢筈岳
- 河川：日高川、鷲の川

## 歴史
- 1889年（明治22年）4月1日 - 町村制の施行により、下田原村・上田原村・佐井村・坂野川村・大又村・老星村・三佐村・田尻村・小釜本村の区域をもって発足。
- 1956年（昭和31年）8月1日 - 船着村と合併して中津村が発足。同日川中村廃止。